# Johann Gottfried Hahn

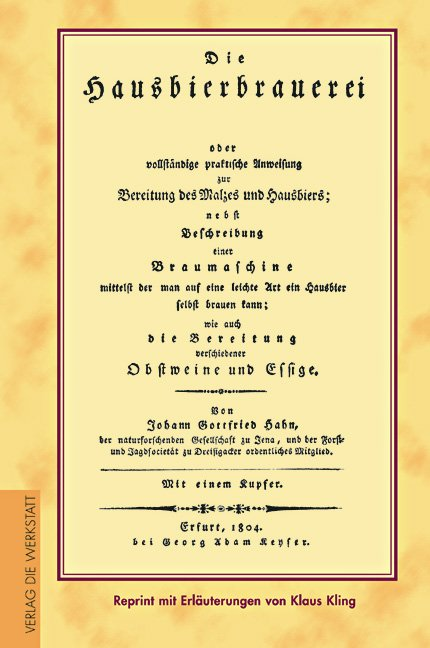
Titelblatt „Die Hausbierbrauerei“ von 1804

Johann Gottfried Hahn (* 1776) war ein deutscher Forstbeamter und Sachbuchautor.
Hahn war unter anderem Forstkommissair in einem der Nachfolgestaaten des Herzogtums Sachsen-Gotha sowie Mitglied der Naturforschenden Gesellschaft Jena und der Forst- und Jagd-Sociätät zu Dreysigacker.

## Schriften (Auswahl)
- Die Hausbrauerei oder vollständige praktische Anweisung zur Bereitung des Malzes und Hausbiers; nebst Beschreibung einer Braumaschine mittels der man auf eine leichte Art ein Hausbier selbst brauen kann; wie auch die Bereitung verschiedener Obstweine und Essig. Keyser: Erfurt 1804
- Gemeinnütziges Forst-Taschenbuch: zum belehrenden und angenehmen Begleiter des Forstmannes auf seinen Reisen, bey seinen Geschäften im Walde, und am Arbeitstische.[3] Keyser: Erfurt 1809
- Gemeinnütziges Jagd-Taschenbuch, oder compendiöser aber belehrender Rathgeber für Jäger und Jagdliebhaber, worinne sich dieselben über die wichtigsten Gegenstände, Arten, Ausübungen und Terminologien der Jagd Raths erholen können. Keyser: Erfurt 1811